# The Crimson Kimono
The Crimson Kimono is een Amerikaanse misdaadfilm uit 1959 onder regie van Samuel Fuller.

## Verhaal
Een gemaskerde moordenaar doodt in Los Angeles de revuedanseres Sugar Torch. De rechercheurs Charlie Bancroft en Joe Kojaku bijten zich vast in de zaak. In de kleedkamer van het danseresje vinden ze een schilderij van Sugar Torch in haar rode kimono met een kogelgat erin. Wanneer zowel Charlie als Joe verliefd wordt op de verdachte Christine Downs, heeft dat gevolgen voor het moordonderzoek.

## Rolverdeling
| Acteur           | Personage                    |
| ---------------- | ---------------------------- |
| Victoria Shaw    | Christine Downs              |
| Glenn Corbett    | Rechercheur Charlie Bancroft |
| James Shigeta    | Rechercheur Joe Kojaku       |
| Anna Lee         | Mac                          |
| Paul Dubov       | Casale                       |
| Jaclynne Greene  | Roma                         |
| Neyle Morrow     | Hansel                       |
| Gloria Pall      | Sugar Torch                  |
| Pat Silver       | Moeder                       |
| George Yoshinaga | Willy Hidaka                 |
| Kaye Elhardt     | Non                          |
| Aya Oyama        | Zuster Gertrude              |
| George Okamura   | Karateleraar                 |
| Ryosho S. Sogabe | Priester                     |
| Bob Okazaki      | George Yoshinaga             |